# Mária Mednyánszky
Mária Mednyánszky, född 7 april 1901 i Budapest i Österrike-Ungern, död 22 december 1978 på samma plats, var en ungersk bordtennisspelare som blev den första officiella kvinnliga bordtennisvärldsmästaren 1926. Hon fortsatte med att vinna titeln de kommande fyra åren och vann totalt 18 guldmedaljer i Bordtennis VM. 1976 fick hon Ungerns högsta sportliga utmärkelse - Golden Order of the Hungarian People's Republic.

## Hall of Fame
- 1993 valdes hon in i International Table Tennis Foundation Hall of Fame.

## Meriter
- Bordtennis VM
  - 1926 i London
    - 1:a plats singel
    - 1:a plats mixed dubbel med Zoltán Mechlovits

  - 1928 i Stockholm
    - 1:a plats singel
    - 1:a plats dubbel med Fanchette Flamm
    - 1:a plats mixed dubbel med Zoltán Mechlovits

  - 1929 i Budapest
    - 1:a plats singel
    - 3:e plats dubbel med Anna Sipos
    - 3:e plats mixed dubbel med Zoltán Mechlovits

  - 1930 i Berlin
    - 1:a plats singel
    - 1:a plats dubbel med Anna Sipos
    - 1:a plats mixed dubbel med Miklós Szabados

  - 1931 i Budapest
    - 1:a plats singel
    - 1:a plats dubbel med Anna Sipos
    - 1:a plats mixed dubbel med Miklós Szabados

  - 1932 i Prag
    - 2:a plats singel
    - 1:a plats dubbel med Anna Sipos
    - 2:a plats mixed dubbel med Miklós Szabados

  - 1933 i Baden
    - 2:a plats singel
    - 1:a plats dubbel med Anna Sipos
    - 1:a plats mixed dubbel med István Kelen

  - 1934 i Paris
    - 1:a plats dubbel med Anna Sipos
    - 1:a plats mixed dubbel med Miklós Szabados
    - 2:a plats med det ungerska laget

  - 1935 i London
    - 1:a plats dubbel med Anna Sipos
    - 3:e plats mixed dubbel med Miklós Szabados
    - 2:a plats med det ungerska laget

  - 1936 i Prag
    - 3:e plats dubbel med Magda Gál
    - 1:a plats mixed dubbel med István Kelen
- Ungerska Mästerskapen - guldmedaljer
  - 1928 – 1:a plats singel, 1:a plats mixed dubbel med Zoltán Mechlovits
  - 1929 – 1:a plats singel, 1:a plats dubbel med Anna Sipos, 1:a plats mixed dubbel med Miklós Szabados
  - 1930 – 1:a plats singel, 1:a plats dubbel med Anna Sipos
  - 1932 – 1:a plats singel, 1:a plats dubbel med Anna Sipos
  - 1933 – 1:a plats singel, 1:a plats dubbel med Anna Sipos, 1:a plats mixed dubbel med István Boros
  - 1934 – 1:a plats singel, 1:a plats dubbel med Magda Gál, 1:a plats mixed dubbel med Miklós Szabados
  - 1936 – 1:a plats dubbel med Magda Gál
  - 1939 – 1:a plats dubbel med Anna Sipos
- Internationella Mästerskap
  - 1928 i Berlin – 1:a plats singel, 2:a plats mixed dubbel med Zoltán Mechlovits
  - 1930 i Hannover – 1:a plats singel, 1:a plats mixed dubbel med Miklós Szabados
  - 1932 i Wiesbaden – 1:a plats singel, 1:a plats dubbel med Lehfeldt, 1:a plats mixed dubbel med Miklós Szabados
  - 1932 i England – 1:a plats singel, 1:a plats dubbel med Martin